# Сяо И
Сяо И (кит. 小乙, пиньинь Xiao Yi; XIV век до н. э. — 1325 до н. э.) — правитель из династии Шан.

## Записи
Согласно «Ши цзи» историка Сыма Цяня, И был двадцать первым правителем династии Шан, сменив своего старшего брата Сяо Синя. Он был коронован в столице Шан — городе Инь. Он правил в течение десяти лет под именем Цзы Лянь (кит. 子敛) и получил посмертное имя Сяо И. Его наследником стал его сын У Дин.
Цзягувэнь, найденные в Иньсу надписи на костях, также подтверждают, что Сяо был двадцать первым правителем из династии Шан.